# Јаник Синер
Јаник Синер (итал. Jannik Sinner; Сан Кандидо, 16. август 2001) италијански је тенисер. Тренутно се налази на првом месту на АТП ранг-листи. Први пут је број један постао 10. јуна 2024, а укупно је 29. по реду тенисер који је успео да се домогне врха АТП листе. Освојио је деветнаест  титула у појединачној конкуренцији на АТП турнеји међу којима су гренд слем титулe са Отвореног првенства Аустралије 2024. и 2025  и гренд слем титула са отвореног првенства САД као и пет  турнира из серије Мастерс 1000 — Отворено првенство Канаде и Мајамија.
На Отвореном првенству Француске 2020. постао је најмлађи четвртфиналиста у појединачној конкуренцији још од Новака Ђоковића 2006. Први већи успех у каријери остварио је кад је ушао у финале на турниру из серије Мастерс 1000 у Мајамију 2021. У финалу је поражен од Хуберта Хуркача из Пољске у два сета.
Синер је у марту 2024. године у два наврата био позитиван на забрањену супстанцу клостебол. Вест је објављена у августу исте године, одузето му је 400 бодова на АТП листи. Одлуком Међународне тениске јединице за интегритет (ИТИА) Синер је ослобођен сваке одговорности у случају. Међутим, уследио је преокрет у овом случају, јер је светска антидопинг агенција ВАДА тражила суспензију од годину до две дана.

## Гренд слем финала

### Појединачно: 2 (2:0)
| Исход    | Бр. | Година | Турнир                 | Подлога | Противник      | Резултат                |
| -------- | --- | ------ | ---------------------- | ------- | -------------- | ----------------------- |
| Победник | 1.  | 2024.  | ОП Аустралије          | Тврда   | Данил Медведев | 3:6, 3:6, 6:4, 6:4, 6:3 |
| Победник | 2.  | 2024.  | Отворено првенство САД | Тврда   | Тејлор Фриц    | 6:3, 6:4, 7:5           |

## Финала завршног првенства сезоне

### Појединачно: 2 (1:1)
| Исход     | Бр. | Година | Турнир | Подлога   | Противник     | Резултат |
| --------- | --- | ------ | ------ | --------- | ------------- | -------- |
| Финалиста | 1.  | 2023.  | Торино | Тврда (д) | Новак Ђоковић | 3:6, 3:6 |
| Победник  | 2.  | 2024.  | Торино | Тврда (д) | Тејлор Фриц   | 6:4, 6:4 |

## Финала АТП мастерс 1000 серије

### Појединачно: 4 (2:2)
| Исход     | Бр. | Година | Турнир     | Подлога | Противник       | Резултат      |
| --------- | --- | ------ | ---------- | ------- | --------------- | ------------- |
| Финалиста | 1.  | 2021.  | Мајами     | Тврда   | Хуберт Хуркач   | 6:7(4:7), 4:6 |
| Финалиста | 2.  | 2023.  | Мајами (2) | Тврда   | Данил Медведев  | 5:7, 3:6      |
| Победник  | 1.  | 2023.  | Торонто    | Тврда   | Алекс де Минор  | 6:4, 6:1      |
| Победник  | 2.  | 2024.  | Мајами     | Тврда   | Григор Димитров | 6:3, 6:1      |

## АТП финала

### Појединачно: 17 (13:4)
| Легенда                        |
| ------------------------------ |
| Гренд слем турнири (1:0)       |
| Завршно првенство сезоне (0:1) |
| АТП мастерс 1000 (2:2)         |
| АТП 500 (4:1)                  |
| АТП 250 (6:0)                  |

| Финала по подлози |
| ----------------- |
| Тврда (12:4)      |
| Шљака (1:0)       |
| Трава (0:0)       |

| Финала по локацији |
| ------------------ |
| Отворено (7:2)     |
| Дворана (6:2)      |

| Исход     | Бр. | Датум              | Турнир                | Подлога   | Противник         | Резултат                |
| --------- | --- | ------------------ | --------------------- | --------- | ----------------- | ----------------------- |
| Победник  | 1.  | 14. новембар 2020. | Софија, Бугарска      | Тврда (д) | Вашек Поспишил    | 6:4, 3:6, 7:6(7:3)      |
| Победник  | 2.  | 7. фебруар 2021.   | Мелбурн 1, Аустралија | Тврда     | Стефано Траваља   | 7:6(7:4), 6:4           |
| Финалиста | 1.  | 4. април 2021.     | Мајами, САД           | Тврда     | Хуберт Хуркач     | 6:7(4:7), 4:6           |
| Победник  | 3.  | 8. август 2021.    | Вашингтон, САД        | Тврда     | Макензи Макдоналд | 7:5, 4:6, 7:5           |
| Победник  | 4.  | 3. октобар 2021.   | Софија, Бугарска (2)  | Тврда (д) | Гаел Монфис       | 6:3, 6:4                |
| Победник  | 5.  | 24. октобар 2021.  | Антверпен, Белгија    | Тврда (д) | Дијего Шварцман   | 6:2, 6:2                |
| Победник  | 6.  | 31. јул 2022.      | Умаг, Хрватска        | Шљака     | Карлос Алкараз    | 6:7(5:7), 6:1, 6:1      |
| Победник  | 7.  | 12. фебруар 2023.  | Монпеље, Француска    | Тврда (д) | Максим Креси      | 7:6(7:3), 6:3           |
| Финалиста | 2.  | 19. фебруар 2023.  | Ротердам, Холандија   | Тврда (д) | Данил Медведев    | 7:5, 2:6, 2:6           |
| Финалиста | 3.  | 2. април 2023.     | Мајами, САД (2)       | Тврда     | Данил Медведев    | 5:7, 3:6                |
| Победник  | 8.  | 13. август 2023.   | Торонто, САД          | Тврда     | Алекс де Минор    | 6:4, 6:1                |
| Победник  | 9.  | 4. октобар 2023.   | Пекинг, Кина          | Тврда     | Данил Медведев    | 7:6(7:2), 7:6(7:2)      |
| Победник  | 10. | 29. октобар 2023.  | Беч, Аустрија         | Тврда (д) | Данил Медведев    | 7:6(9:7), 4:6, 6:3      |
| Финалиста | 4.  | 19. новембар 2023. | Торино, Италија       | Тврда (д) | Новак Ђоковић     | 3:6, 3:6                |
| Победник  | 11. | 28. јануар 2024.   | Мелбурн, Аустралија   | Тврда     | Данил Медведев    | 3:6, 3:6, 6:4, 6:4, 6:3 |
| Победник  | 12. | 18. фебруар 2024.  | Ротердам, Холандија   | Тврда (д) | Алекс де Минор    | 7:5, 6:4                |
| Победник  | 13. | 31. март 2024.     | Мајами, САД           | Тврда     | Григор Димитров   | 6:3, 6:1                |

### Парови: 1 (1:0)
| Легенда                        |
| ------------------------------ |
| Гренд слем турнири (0:0)       |
| Завршно првенство сезоне (0:0) |
| АТП мастерс 1000 (0:0)         |
| АТП 500 (0:0)                  |
| АТП 250 (1:0)                  |

| Финала по подлози |
| ----------------- |
| Тврда (1:0)       |
| Шљака (0:0)       |
| Трава (0:0)       |

| Финала по локацији |
| ------------------ |
| Отворено (1:0)     |
| Дворана (0:0)      |

| Исход    | Бр. | Датум           | Турнир       | Подлога | Партнер      | Противници                 | Резултат              |
| -------- | --- | --------------- | ------------ | ------- | ------------ | -------------------------- | --------------------- |
| Победник | 1.  | 2. август 2021. | Атланта, САД | Тврда   | Рајли Опелка | Стив Џонсон Џордан Томпсон | 6:4, 6:7(6:8), [10:3] |

## АТП финале следеће генерације

### Појединачно: 1 (1:0)
| Исход    | Бр. | Датум             | Турнир          | Подлога   | Противник      | Резултат      |
| -------- | --- | ----------------- | --------------- | --------- | -------------- | ------------- |
| Победник | 1.  | 9. новембар 2019. | Милано, Италија | Тврда (д) | Алекс де Минор | 4:2, 4:1, 4:2 |

## Остала финала

### Тимска такмичења: 1 (1:0)
| Исход    | Бр. | Датум              | Турнир                      | Подлога   | Партнери                                                  | Противници                                                            | Резултат | Извор  |
| -------- | --- | ------------------ | --------------------------- | --------- | --------------------------------------------------------- | --------------------------------------------------------------------- | -------- | ------ |
| Победник | 1.  | 26. новембар 2023. | Дејвис куп, Малага, Шпанија | Тврда (д) | Лоренцо Музети Матео Арналди Лоренцо Сонего Симоне Болели | Алекс де Минор Алексеј Попирин Макс Персел Џордан Томпсон Метју Ебден | 2:0      | [ 15 ] |